# Ribeira Brava (Cabo Verde)
Ribeira Brava es un municipio caboverdiano situado en la isla de São Nicolau.

## Historia
Este municipio se creó en el año 2005.

## Geografía
El municipio abarca parte de la isla de São Nicolau.

## Organización territorial
Consta de dos freguesias:
- Nossa Senhora da Lapa
- Nossa Senhora do Rosário

## Demografía
| Gráfica de evolución demográfica de Ribeira Brava entre 1980 y 2021 |
| |
| Población del municipio entre los años 1980 y 2010 según el censo de población de la página web Opendataforafrica.org. Población estimada según el Instituto Nacional de Estatística de Cabo Verde. Población según el resultado censal preliminar de 2021 del Instituto Nacional de Estatística de Cabo Verde según la página web citypopulation.de. |

## Patrimonio

### Militar
En la localidad de Preguiça se halla el Forte da Preguiça, que fue construida en 1818 para defenderse de los constantes ataques piratas que recibía la isla.

### Religioso

#### Iglesia Matriz Nossa Senhora do Rosário
Construida a finales del siglo XVIII, fue más tarde reconstruida tal como presenta a día de hoy. Las obras demoraron siete años, siendo la nueva basílica inaugurada el 5 de mayo de 1898.